# ریش قرمز (جنگ‌افزار هسته‌ای)

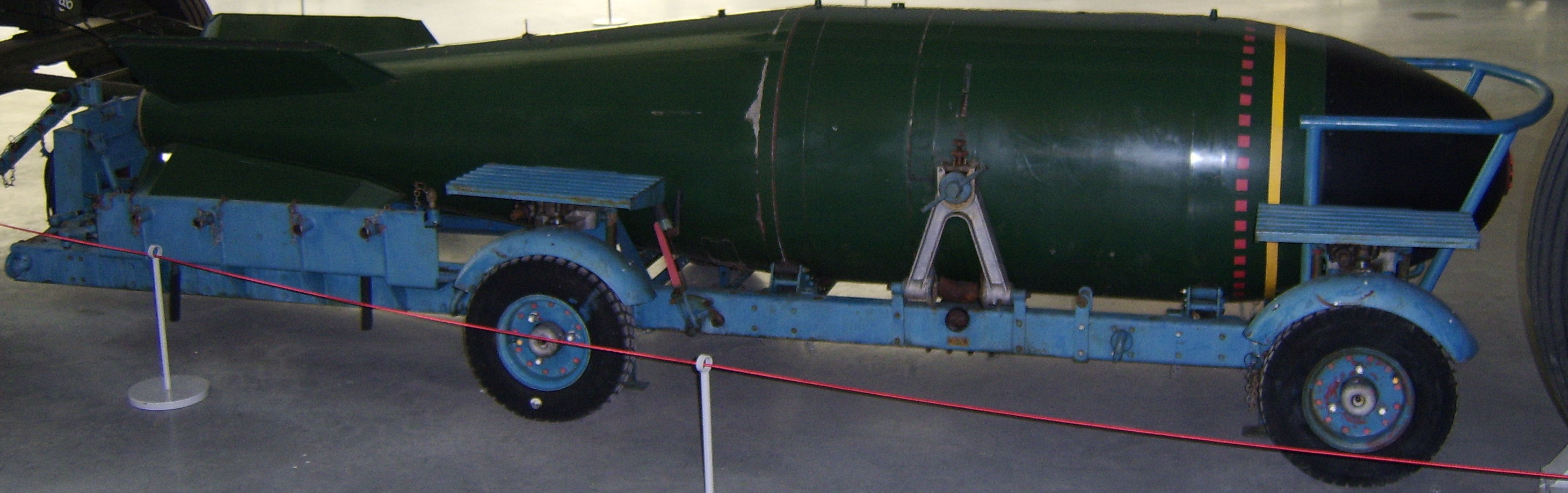
یک جنگ‌افزار هسته‌ای ریش قرمز در موزه نیروی هوایی سلطنتی کاسفورد در سال ۲۰۰۷ که بدون مهار «رهاشدن» و روی چرخ دستی معمولی نشان داده شده است.

ریش قرمز (به انگلیسی: Red Beard) نخستین جنگ‌افزار هسته‌ای تاکتیکی بریتانیا بود. این بمب توسط بمب‌افکن‌های متوسط انگلیش الکتریک کانبرا و بمب‌افکن‌های V نیروی هوایی سلطنتی (RAF) و همچنین توسط هواپیماهای سوپرمارین سیمیتار، دی هاویلند سی ویکسن و بلکبرن بوکانیر از ناوگان هوایی نیروی دریایی سلطنتی (FAA) حمل می‌شد. این سلاح هسته‌ای که مطابق با الزامات عملیاتی OR.1127 توسعه داده شده بود، در سال ۱۹۶۱ معرفی و در سال ۱۹۶۲ وارد خدمت شد و در اوایل دهه ۱۹۷۰ با بمب هسته‌ای WE.177 جایگزین و در سال ۱۹۷۱ از خدمت خارج شد.
ریش قرمز یک سلاح شکافت هسته‌ای نسل دوم بود که وزن نسبتاً سبکی داشت و توسعهٔ آن در سال ۱۹۵۴ آغاز و تا سال ۱۹۵۸ به‌طور قابل توجهی تکمیل شد. تولید این بمب به‌طور انبوه در سال ۱۹۵۹ آغاز شد، امّا تا سال ۱۹۶۱ به‌طور عملیاتی به کار گرفته نشد. اندازهٔ کوچک این بمب، حمل آن را برای هواپیماهای تاکتیکی و همچنین بمب‌افکن‌های استراتژیک ممکن می‌کرد. ریش قرمز در جریان آزمایش‌های هسته‌ای بریتانیا در مارالینگای استرالیا در ۲۷ سپتامبر و ۲۱ اکتبر ۱۹۵۶ مورد آزمایش قرار گرفت. برای این سلاح، قدرت انفجاری متغیری بین ۵ تا ۲۰ کیلوتن برآورد شده است. ریش قرمز به عنوان اقتباسی برای اوّلین سلاح‌های گرماهسته‌ای بریتانیا که در سال ۱۹۵۷ آزمایش شدند، مورد استفاده قرار گرفت.

## طراحی

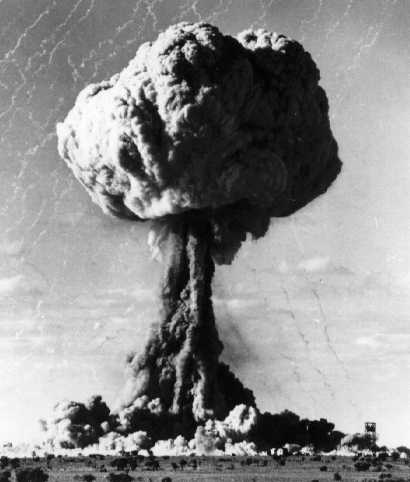
انفجار کلاهک هسته‌ای ریش قرمز (با نام رمز بوفالو R1/One Tree، شلیک شده در ۲۷ سپتامبر ۱۹۵۶) در جریان آزمایش‌های هسته‌ای بریتانیا در مارالینگا

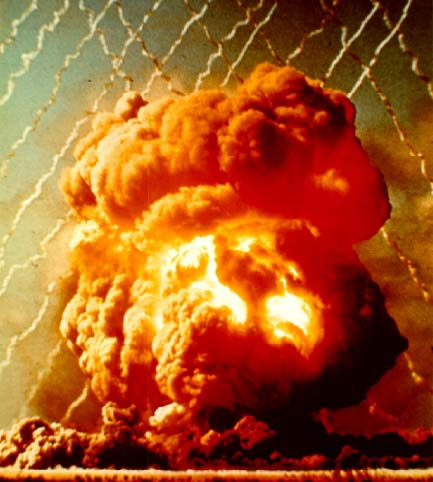
انفجار کلاهک هسته‌ای ریش قرمز (با نام رمز بوفالو R4/Breakaway، شلیک شده در ۲۱ اکتبر ۱۹۵۶) در جریان آزمایش‌های هسته‌ای بریتانیا در مارالینگا

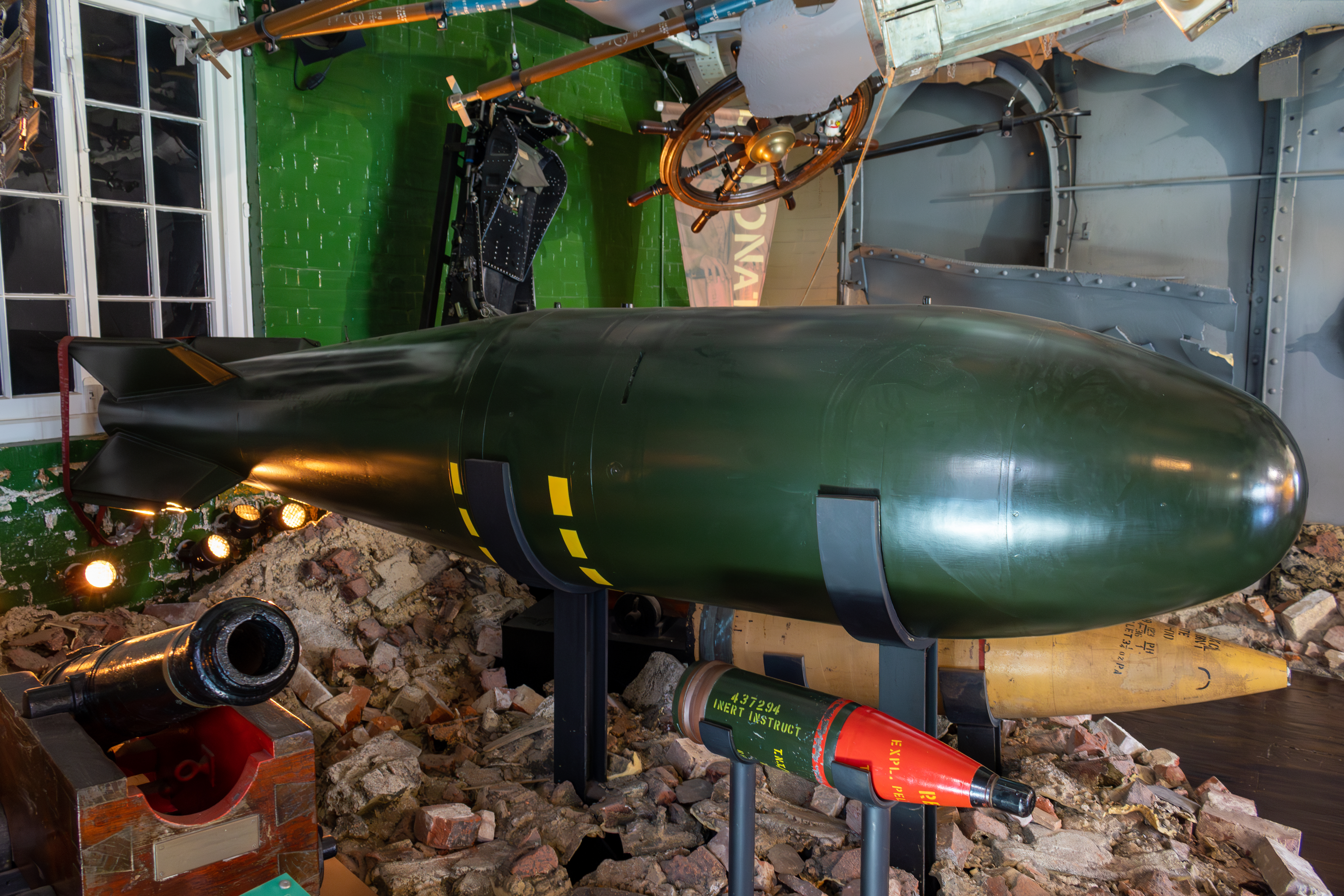
نمونه‌ای آموزشی از ریش قرمز که در موزه انفجار قدرت آتش نیروی دریایی به نمایش گذاشته شده است.

ریش قرمز یک سلاح شکافت هسته‌ای تقویت نشده بود که از یک هستهٔ کامپوزیت (هسته مختلط در اصطلاح بریتانیایی آن زمان) استفاده می‌کرد. هستهٔ کامپوزیتی از پلوتونیوم و اورانیوم-۲۳۵ با درجهٔ تسلیحاتی استفاده می‌کرد و هدف آن به حداقل رساندن خطر پیش‌انفجار بود که از ویژگی‌های طرح‌های تمام پلوتونیومی آن دوره با قدرت انفجاری بیش از ۱۰ کیلوتن بود. یکی دیگر از مزایای هستهٔ کامپوزیتی، استفادهٔ اقتصادی‌تر از مواد شکافت‌پذیر بود. این بمب دو بار در طول آزمایش‌های هسته‌ای عملیات بوفالو در مارالینگا در استرالیا آزمایش شد. نخستین آزمایش (با نام رمز بوفالو R1/One Tree) در تاریخ ۲۷ سپتامبر ۱۹۵۶ یک انفجار ۱۵ کیلوتنی را ایجاد کرد که ابر قارچی حاصل از آن به ارتفاع ۱۱٬۴۳۰ متر (۳۷٬۵۰۰ فوت) رسید و دومین آزمایش (با نام رمز بوفالو R4/Breakaway) در تاریخ ۲۱ اکتبر ۱۹۵۶ انجام شد. اگرچه طراحی کلاهک بمب هسته‌ای ریش قرمز شبیه به کلاهک دانوب آبی بود، امّا یک روش نوآورانه برای انفجار داخلی آن، به این معنا بود که اندازهٔ کلّی آن می‌توانست به‌طور قابل توجهی کاهش یابد.
طول این بمب هسته‌ای ۳٫۶۶ متر و قطر آن ۷۱ سانتی‌متر بود و وزن آن به حدود ۷۹۴ کیلوگرم می‌رسید. دو نسخه از آن تولید شد: Mk.1 با قدرت انفجاری ۱۵ کیلوتن و Mk.2 با قدرت انفجاری ۲۵ کیلوتن. Mk.2 نیز در دو نوع موجود بود: نوع اوّل که توسط بمب‌افکن‌های ارتفاع بالا به کار می‌رفت و نوع دوم که برای پرتاب در ارتفاع پایین با روش بمباران کمانی در نظر گرفته شده بود که نوع «روی شانه» آن به عنوان سیستم بمباران ارتفاع پایین (LABS) شناخته می‌شود.
عنوان‌های خدماتی ریش قرمز در نیروی هوایی سلطنتی و نیروی دریایی سلطنتی عبارت بودند از:
- Bomb, Aircraft, HE 2,000 lb MC Mk.1 No.1
- Bomb, Aircraft, HE 2,000 lb MC Mk.1 No.2
- Bomb, Aircraft, HE 2,000 lb MC Mk.2 No.1
- Bomb, Aircraft, HE 2,000 lb MC Mk.2 No.2

ریش قرمز با وزن تقریبی ۷۹۴ کیلوگرم (۱۷۵۰ پوند)، به‌طور قابل توجهی سبک‌تر از عنوان رسمی خدماتی ۹۱۰ کیلوگرمی (۲۰۰۰ پوندی) که بر اساس نیازهای فنی اوّلیه بود، طراحی شده بود.
یکی دیگر از پیشرفت‌های قابل توجه این بمب نسبت به دانوب آبی، سیستم الکتریکی مکانیسم شلیک بمب و فیوز ارتفاع‌سنج راداری بود. دانوب آبی از باتری‌های سربی-اسیدی ۶ ولتی استفاده کرده بود که غیرقابل اعتماد بودند و باید در آخرین لحظه قبل از برخاستن بمب‌افکن نصب می‌شدند و همچنین خطرات بالقوه‌ای مرتبط با تخلیه‌های ناخواستهٔ الکتریکی در مکانیسم‌های شلیک وجود داشت که ممکن بود منجر به انفجار تصادفی شود. ریش قرمز از دو توربین هوای رم-ایر که در دماغه قرار داشتند، استفاده می‌کرد که از آن‌ها هیچ‌گونه تخلیهٔ ناخواستهٔ الکتریکی قبل از رهاسازی بمب صورت نمی‌گرفت.
مدل‌های اوّلیه این بمب هسته‌ای در معرض محدودیت‌های شدید زیست‌محیطی قرار داشتند، به‌ویژه هنگامی که در عرشه‌های ناو هواپیمابر نیروی دریایی سلطنتی در آب‌های شمالی بارگیری می‌شدند. انواع Mk.2 برای مقاومت در برابر شرایط سخت، بهتر طراحی شده بودند و به غیر از تفاوت در قدرت انفجاری، این تفاوت اصلی‌ترین وجه تمایز آن‌ها بود.